# Mark Reynolds (calciatore)
Mark Reynolds (Motherwell, 7 maggio 1987) è un calciatore scozzese, difensore del Banks O'Dee.

## Carriera
Ha giocato 179 partite nella massima serie scozzese e 14 gare internazionali.

## Palmarès

### Club

#### Competizioni nazionali
- Coppa di Lega scozzese: 1

Aberdeen: 2013-2014
- Scottish Championship: 1

Dundee United: 2019-2020